# Regiões da Eritreia

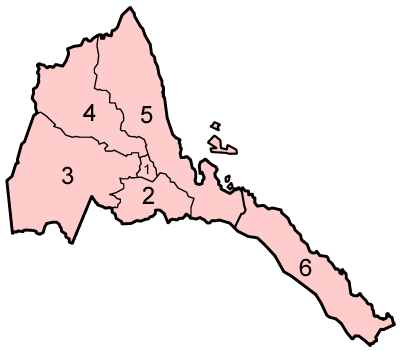
Mapa da Eritreia

Na época da Independência de 1993 a Eritreia foi organizada em dez províncias. Estas províncias são similares às nove que existiam durante o período colonial. Em 1996 foram agrupadas em seis regiões (ditas "Zobas"). As fronteiras destas novas regiões são definidas por bacias hidrográficas. 
Esta política territorial foi contestada, com os críticos a argumentar que o Governo da Eritreia fazia esquecer o processo histórico da Eritreia, enquanto os defensores afirmaram que os novos limites regionais facilitariam a resolução de litígios territoriais históricos. Para além disso, os defensores declararam que se as fronteiras tiverem por base um recurso natural importante será mais fácil o planeamento do seu uso.

## Governo
Cada região tem uma assembleia regional eleita localmente, enquanto que o administrador local é nomeado pelo Presidente da Eritreia. Durante as reuniões de gabinete, o presidente também se reúne com os Administradores Regionais que relatam as actividades das respectivas regiões.
As Assembleias Regionais são cobradas com o desenvolvimento de um orçamento para programas locais e de ouvir as preocupações das populações locais. Programas locais incluem eventos culturais, infra-estrutura, como estradas vicinais, e promover a arborização.

### Regiões
| N.º no mapa | Província                 | Abrev. postal/ ISO 3166-2:ER | Outras abrev. | Capital   |
| 4           | Anseba                    | ER-AN                        | ZA            | Keren     |
| 4           | ዞባ ዓንሰባ                   | ER-AN                        | ZA            | Keren     |
| 4           | منطقة عنسبا               | ER-AN                        | ZA            | Keren     |
| 1           | Central                   | ER-MA                        | ZM            | Asmara    |
| 1           | ዞባ ማእከል                   | ER-MA                        | ZM            | Asmara    |
| 1           | المنطقة المركزية          | ER-MA                        | ZM            | Asmara    |
| 3           | Gash-Barka                | ER-GB                        | ZGB           | Barentu   |
| 3           | ዞባ ጋሽ ባርካ                 | ER-GB                        | ZGB           | Barentu   |
| 3           | منطقة القاش وبركا         | ER-GB                        | ZGB           | Barentu   |
| 5           | Mar Vermelho Norte        | ER-SK                        | ZNRS, ZSKB    | Massawa   |
| 5           | ዞባ ሰሜናዊ ቀይሕ ባሕሪ           | ER-SK                        | ZNRS, ZSKB    | Massawa   |
| 5           | منطقة البحر الأحمر الشمال | ER-SK                        | ZNRS, ZSKB    | Massawa   |
| 2           | Sul                       | ER-DU                        | ZD            | Mendefera |
| 2           | ዞባ ደቡብ                    | ER-DU                        | ZD            | Mendefera |
| 2           | المنطقة الجنوبية          | ER-DU                        | ZD            | Mendefera |
| 6           | Mar Vermelho Sul          | ER-DK                        | ZSRS, ZDKB    | Asseb     |
| 6           | ዞባ ደቡባዊ ቀይሕ ባሕሪ           | ER-DK                        | ZSRS, ZDKB    | Asseb     |
| 6           | منطقة البحر الأحمر الجنوب | ER-DK                        | ZSRS, ZDKB    | Asseb     |